# آزمایش ژنتیک
آزمایش ژنتیک یا آزمایش دی‌ان‌ای (به انگلیسی: Genetic testing) عبارت است از تجزیه و تحلیل دی‌ان‌ای برای بررسی تغییرات در توالی دی‌ان‌ای و بررسی تغییرات ساختاری در کروموزوم‌ها. آزمایش ژنتیک همچنین ممکن است شامل بررسی مولکول‌های آران‌ای و مواردی چون میزان بیان ژن و بررسی پروتئین‌های تولیدی شود. این آزمایش‌ها می‌تواند به‌منظور بررسی نسبت پدری و مادری، بررسی و تأیید خویشاوندی افراد و جهت شناسایی نیاکان افراد نیز انجام شود.

## انواع آزمایش ژنتیک

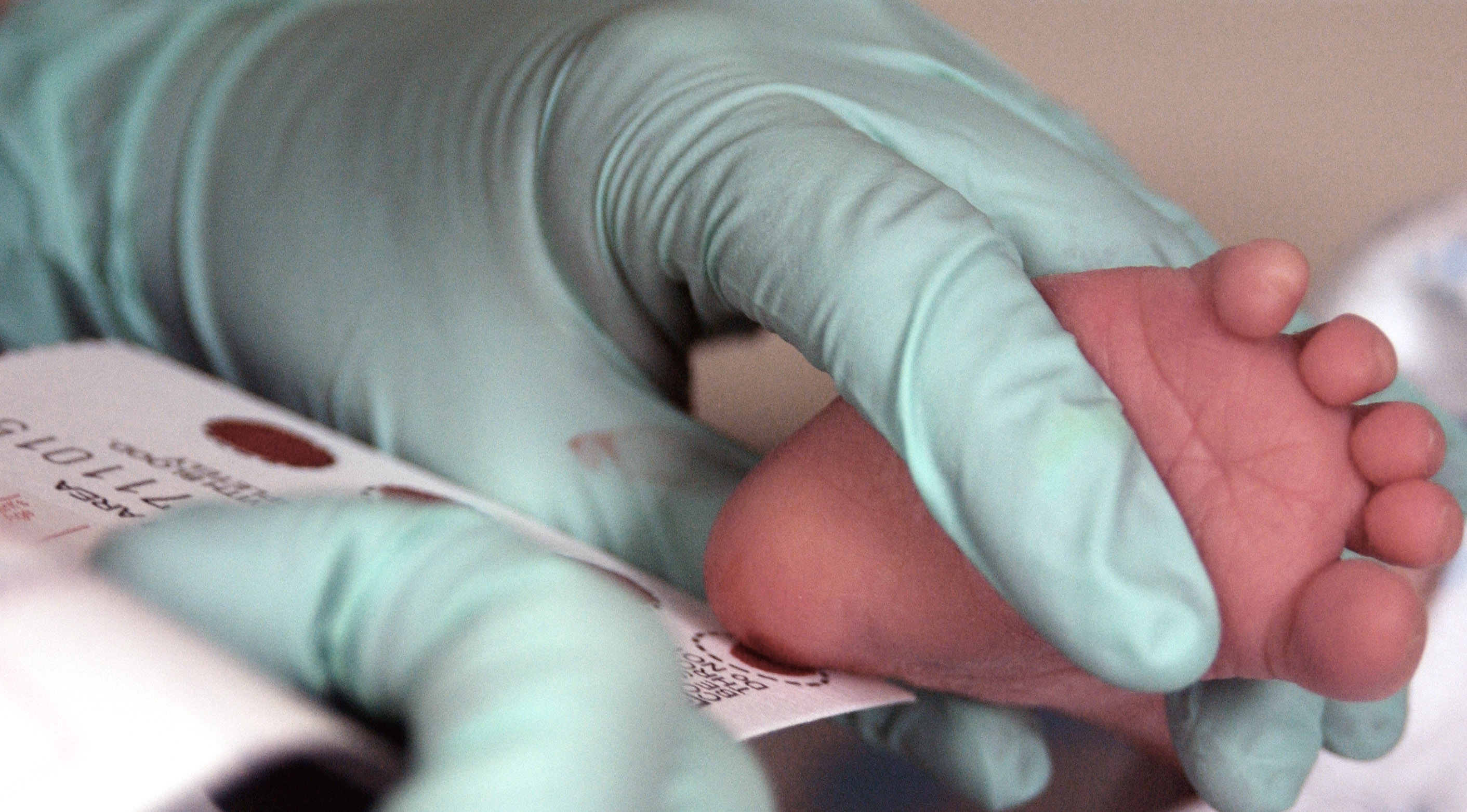
خون یک نوزاد دو هفته ای برای غربالگری (آزمایش ژنتیک) فنیل کتونوری یا PKU جمع آوری می شود.

آزمایش ژنتیک شامل تجزیه و تحلیل کروموزوم‌ها، پروتئین‌ها و برخی متابولیت‌های خاص به منظور شناسایی ژنوتیپ‌ها، جهش‌ها، فنوتیپ‌ها یا کاریوتایپ مرتبط با بیماری‌های مختلفی ازجمله سرطان و به منظور اهداف بالینی مورد استفاده قرار می‌گیرد. تست ژنتیک می‌تواند اطلاعاتی در مورد ژن‌های هر شخص و کروموزوم‌ها در طول زندگی آماده کند. این آزمایش‌ها می‌توانند حتی در دوره جنینی یا بلافاصله پس از تولد انجام گیرند.
انواع مختلفی از آزمایش‌های ژنتیک، به‌شرح زیر قابل انجام است:

### آزمایش سل فری (cffDNA)
آزمایش سل فری یک آزمایش غیرتهاجمی (برای جنین) است. این آزمایش بر روی یک نمونه خون وریدی از مادر صورت می‌گیرد و می‌تواند اطلاعاتی در مورد جنین در اوایل بارداری ارائه دهد. این تست تا سال ۲۰۱۵، دقیق‌ترین و قابل‌اعتمادترین تست برای پیش‌بینی و تشخیص سندرم داون در جنین است.

### غربال‌گری نوزادان
غربال‌گری نوزادان پس از تولد برای شناسایی اختلالات ژنتیکی است که در صورت تشخیص، می‌تواند در اوایل زندگی درمان شود. نمونه خون نوزادان، ۲۴–۴۸ ساعت پس از تولد از پاشنه پای نوزاد تهیه شده و برای تجزیه و تحلیل به آزمایشگاه ارسال می‌شود. در ایالات متحده، روش‌های غربالگری نوزادان در ایالت‌های مختلف، متفاوت است اما نوزادان متولد شده در همه ایالت‌ها طبق قانون برای حداقل ۲۱ اختلال آزمایش می‌شوند. اگر نتایج غیرطبیعی حاصل شود، لزوماً به معنای این نیست که نوزاد دارای اختلال است و باید پس از غربال‌گری اولیه، آزمایش‌های تشخیصی اختصاصی و بررسی‌های دقیق‌تر برای تأیید بیماری نوزاد انجام شود.
غربال‌گری نوزادان، گسترده‌ترین و فراوان‌ترین نوع از تست‌های ژنتیکی است. میلیون‌ها نوزاد در هر سال در ایالات متحده آزمایش می‌شوند.
در حال حاضر تمامی ایالت‌ها، نوزادان را برای فنیل کتونوری (نوعی اختلال ژنتیکی که در صورت عدم درمان منجر به نوعی بیماری روانی می‌شود) و کم‌کاری تیروئید مادرزادی (اختلال غده تیروئید) را آزمایش می‌کنند. افراد مبتلا به فنیل کتونوری، آنزیم مورد نیاز در چرخهٔ اسید آمینهٔ فنیل آلانین و تبدیل آن به تیروزین را ندارند. در صورت تجمع فنیل آلانین بیش از حد، بافت مغزی می‌تواند آسیب ببیند و باعث تأخیر در رشد شود. با غربال‌گری نوزادان، می‌توان این اختلال را شناسایی کرد و با استفاده از یک رژیم غذایی مناسب، بیماری تحت کنترل خواهد بود و از مشکلات و عوارض بعدی آن جلوگیری می‌شود.

### تست تشخیصی
تست تشخیصی برای تشخیص یا رد یک وضعیت خاص ژنتیکی یا کروموزومی استفاده می‌شود. در بسیاری از موارد، آزمایش ژنتیکی برای تأیید یک تشخیص زمانی که یک وضعیت خاص بر اساس جهش و علائم فیزیکی مشکوک است مورد استفاده قرار می‌گیرد. تست تشخیصی می‌تواند در هر زمان در طول زندگی فرد انجام شود، اما برای تمام ژن‌ها یا تمام شرایط ژنتیکی در دسترس نیست. نتایج یک آزمایش تشخیصی می‌تواند بر انتخاب‌های فردی در مورد مراقبت‌های بهداشتی و مدیریت بیماری تأثیر بگذارد. به عنوان مثال، افراد مبتلا به سابقه خانوادگی بیماری کلیوی پلی کیستیک (PKD) که درد یا رطوبت در شکم خود، خون در ادرار، ادرار مکرر، درد در طرف، عفونت ادراری یا سنگ کلیه می‌توانند تصمیم بگیرند که ژن‌هایشان را داشته باشند و نتیجه می‌تواند تشخیص PKD را تأیید کند.

### تست سرویسی
تست حامل برای شناسایی افرادی که یک نسخه از جهش ژنی را حمل می‌کنند استفاده می‌شود که در دو نسخه، باعث اختلال ژنتیکی می‌شود. این نوع آزمایش برای افرادی که سابقه خانوادگی یک اختلال ژنتیکی دارند و به افرادی که در گروه‌های قومی با خطر بالاتری از شرایط ژنتیکی خاص هستند ارائه می‌شود. اگر هر دو والدین آزمایش می‌شوند، آزمون می‌تواند اطلاعاتی در مورد خطر زوجین داشتن یک کودک با شرایط ژنتیکی مثل فیبروز کیستیک ارائه کند.
تشخیص ژنتیکی قبل از انکشاف: روشهای تست ژنتیکی که بر روی جنین‌های انسان قبل از لانه گزینی انجام می‌شود به عنوان بخشی از روش لقاح آزمایشگاهی است. آزمایش‌های پیش از لانه گزینی هنگامی که افراد سعی می‌کنند کودک را از طریق لقاح آزمایشگاهی بگذرانند، استفاده می‌شود. تخمک از زن و اسپرم از مرد خارج می‌شوند و برای ایجاد جنین‌های متعدد خارج می‌شوند. جنین‌ها به صورت جداگانه برای ناهنجاری‌ها تجویز می‌شوند و کسانی که بدون ناهنجاری در رحم قرار می‌گیرند.

### تشخیص پیش از تولد
برای تشخیص تغییرات در ژن‌های جنین یا کروموزوم قبل از تولد استفاده می‌شود. این نوع تست به زوج‌هایی با افزایش خطر ابتلا به یک کودک مبتلا به اختلال ژنتیکی یا کروموزومی ارائه می‌شود. در بعضی موارد، آزمایش پیش از زایمان می‌تواند یک عدم قطعیت زن و شوهر را کاهش دهد یا به آنها کمک کند تصمیم بگیرند که آیا حاملگی را قطع کنند یا خیر. با این وجود نمی‌تواند تمام اختلالات ارثی و نقصهای تولد را شناسایی کند. یک روش انجام یک آزمایش ژنتیکی قبل از تولد شامل آمنیوسنتز است که نمونه ای از مایعات را از کیسه آمنیوتیک مادر ۱۵ تا ۲۰ یا بیشتر هفته به بارداری برمی‌گرداند. سپس مایع برای ناهنجاری‌های کروموزومی مانند سندرم داون (Trisomy 21) و Trisomy 18 آزمایش می‌شود که می‌تواند منجر به مرگ نوزاد یا جنین شود. نتایج آزمون می‌تواند طی ۷–۱۴ روز پس از انجام آزمایش انجام شود. این روش در تشخیص و تشخیص ناهنجاری‌های کروموزوم جنین ۴/۹۹٪ دقیق است. اگرچه احتمال بروز سقط جنین در ارتباط با آمنیوسنتز وجود دارد، اما نرخ سقط جنین تنها ۱/۴۰۰ است. روش دیگری از آزمایش قبل از زایمان نمونه برداری Chorionic Villus (CVS) است. ویلی کوریون، طرح‌هایی از جفت است که آرایش ژنتیکی همانند نوزاد را انجام می‌دهند. در طی این روش تست قبل از تولد، یک نمونه از ویلی کوریونی از جفت منتقل می‌شود تا آزمایش شود. این آزمون از ۱۰ تا ۱۳ هفته قبل از بارداری انجام می‌شود و نتایج آماده ۷–۱۴ روز پس از آزمایش انجام می‌شود. آزمایش دیگری با استفاده از خون گرفته شده از بند ناف جنین، نمونه خون خون بند ناف پوستی است.

### تست قانونی
آزمون قانونی با استفاده از توالی‌های DNA برای شناسایی فرد برای اهداف قانونی است. برخلاف تستهای بالا که در بالا توضیح داده شد، آزمایش‌های قانونی برای تشخیص جهش‌های ژنی مرتبط با بیماری استفاده نمی‌شود. این نوع تست می‌تواند قربانیان جرایم یا فاجعه را شناسایی کند، یک مظنون جرمی را رد یا تأیید کند یا روابط بیولوژیکی بین افراد را برقرار کند (به عنوان مثال، پدر و مادر).

### تست تشخیص پدر
این نوع از آزمایش ژنتیک از نشانگرهای اختصاصی DNA بوده که برای شناسایی الگوهای مشابه یا مشابهت‌های ارثی بین افراد مرتبط استفاده می‌شود. بر اساس این واقعیت که همه ما نیمی از DNA ما را از پدر به ارث می‌بریم و نیمی از مادر. در آزمایش DNA برای اثبات فرزند در بعد از زایمان و تولد از طریق بند ناف برای آزمایش ژنتیک تشخیص هویت فرزند استفاده نمود و قبل از تولد هم از روش های سل فری، CSV و آمینوسنتز بهره گرفته می شود.

### تست DNA Genealogical
برای تعیین نسبیت یا میراث قومی برای سلسله‌شناسی ژنتیکی

### آزمایش‌های تحقیقاتی
آزمایش‌های تحقیق شامل یافتن ژن‌های ناشناخته، یادگیری نحوه کار ژن‌ها و پیشرفت درک ما از شرایط ژنتیک است. نتایج آزمایش‌های انجام شده به عنوان بخشی از یک مطالعه تحقیق معمولاً برای بیماران یا ارائه دهندگان مراقبت‌های بهداشتی در دسترس نیستند.

### مراکز انجام آزمایش های ژنتیکی
به‌عنوان مراکزی تخصصی، آزمایش‌های مختلف ژنتیکی را برای شناسایی بیماری‌های ارثی، جهش‌های ژنی، اختلالات کروموزومی و ارزیابی خطرات ژنتیکی انجام می‌دهند. این مراکز معمولاً تحت نظارت پزشکان و مشاوران ژنتیک با تخصص‌های مختلف فعالیت می‌کنند و خدماتی همچون آزمایش‌های پیش از تولد، آزمایش‌های تشخیص بیماری‌های ژنتیکی و ارزیابی شجره‌نامه خانوادگی را ارائه می‌دهند. علاوه بر این، بسیاری از این مراکز به مشاوره ژنتیکی پرداخته و به بیماران و خانواده‌ها کمک می‌کنند تا تصمیمات آگاهانه‌تری در خصوص بارداری، پیشگیری یا درمان بیماری‌های ژنتیکی اتخاذ کنند.
در مرکز پزشکی شخص محور مام ژن كليه خدمات مرتبط با غربالگری و تشخيص ژنتيكى ناهنجاری‌هاى ژنى و كروموزومى براساس روش‌هاى تشخيصى نوين، در كوتاه‌ترين زمان ممكن و با بهترين كيفيت مطابق با استاندارد‌هاى جهانى ارائه می‌شود. مام ژن تنها مرکز مشاوره ژنتیک است که خدمات تخصصی مشاوره ژنتیک آنلاین را ارائه می‌کند و متقاضیان از سراسر ایران و جهان از این سرویس تخصصی که توسط پزشکان مشاور ژنتیک و متخصصان ژنتیک برجسته ارائه می‌شود، استفاده می‌کنند. 
مام ژن